# Architectonicidae
Famille
Les Architectonicidae constituent une famille de mollusques de la classe des gastéropodes.
La famille des Architectonicidae a été créée par John Edward Gray (1800-1875) en 1850.

## Liste des genres
Selon World Register of Marine Species (25 août 2014) :
- genre Adelphotectonica Bieler, 1987
- genre Architectonica Röding, 1798
- genre Basisulcata Melone & Taviani, 1985
- genre Climacopoma Fischer, 1885 †
- genre Discotectonica Marwick, 1931
- genre Granosolarium Sacco, 1892
- genre Heliacus d'Orbigny, 1842
- genre Philippia Gray, 1847
- genre Pseudomalaxis P. Fischer, 1885
- genre Pseudotorinia Sacco, 1892
- genre Psilaxis Woodring, 1928
- genre Solatisonax Iredale, 1931
- genre Spirolaxis Monterosato, 1913

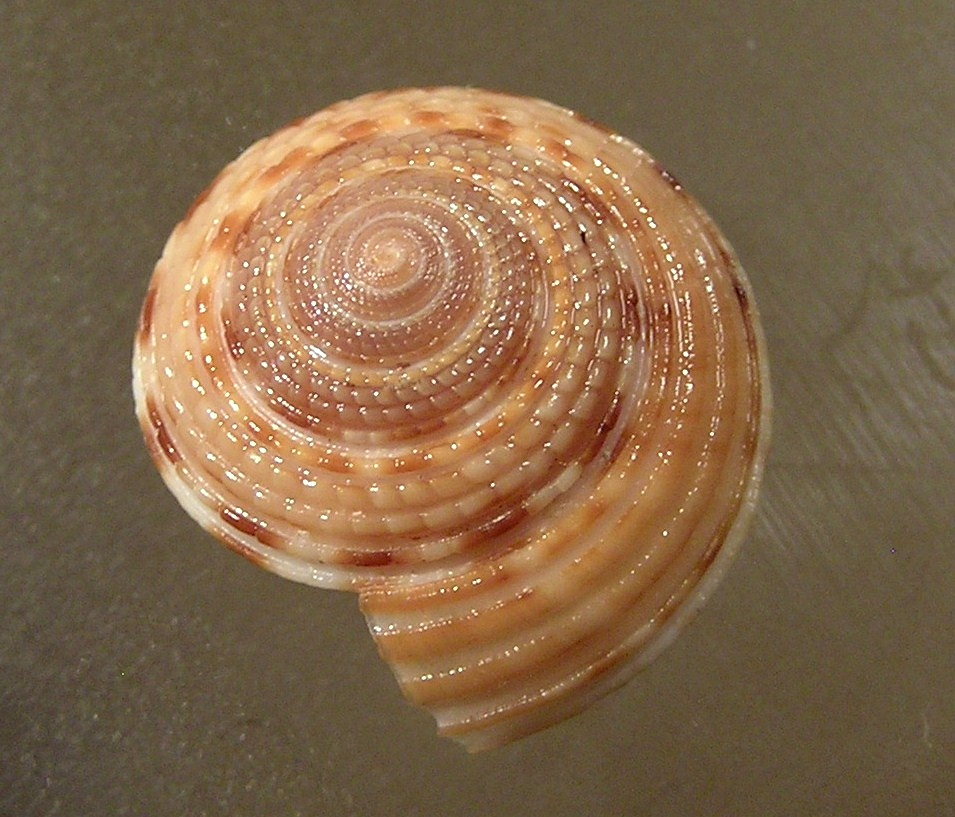
Architectonica consobrina
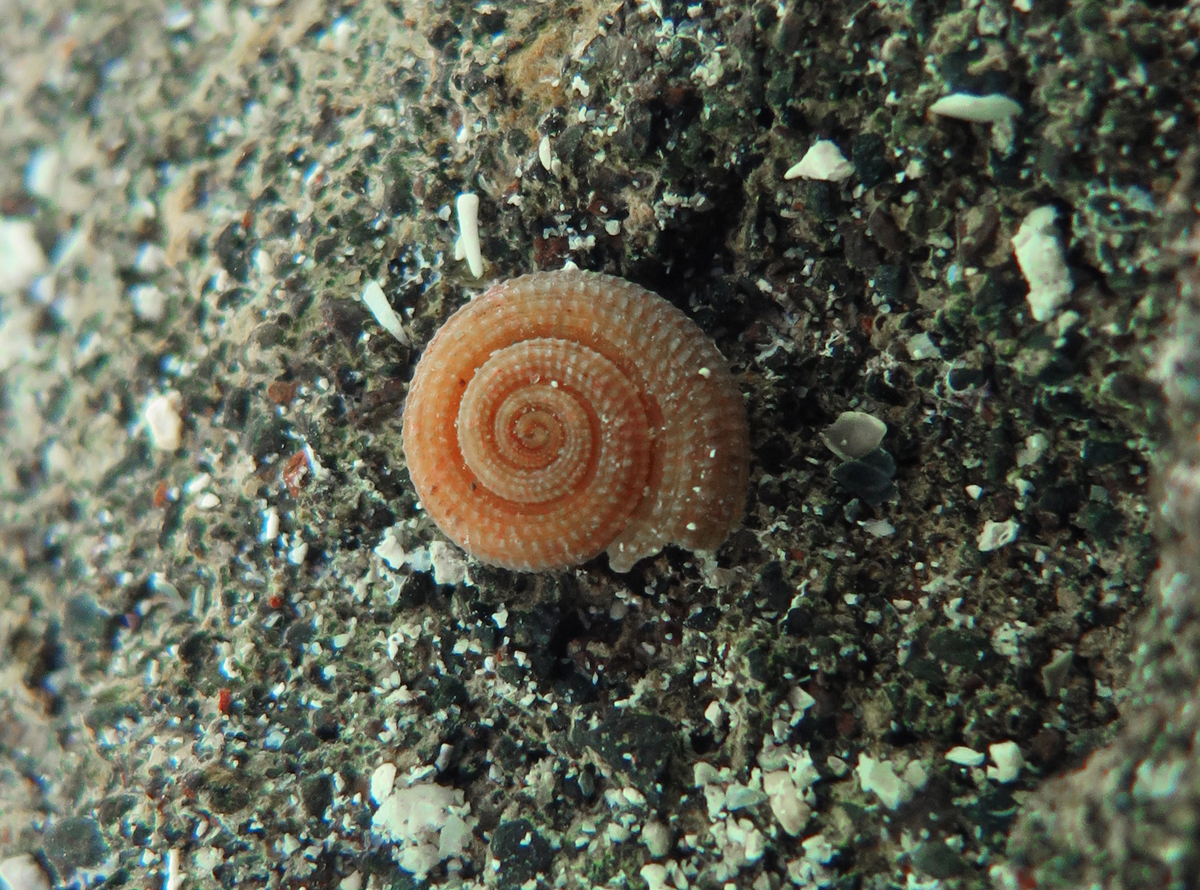
Heliacus infundibuliformis
Psilaxis radiatus
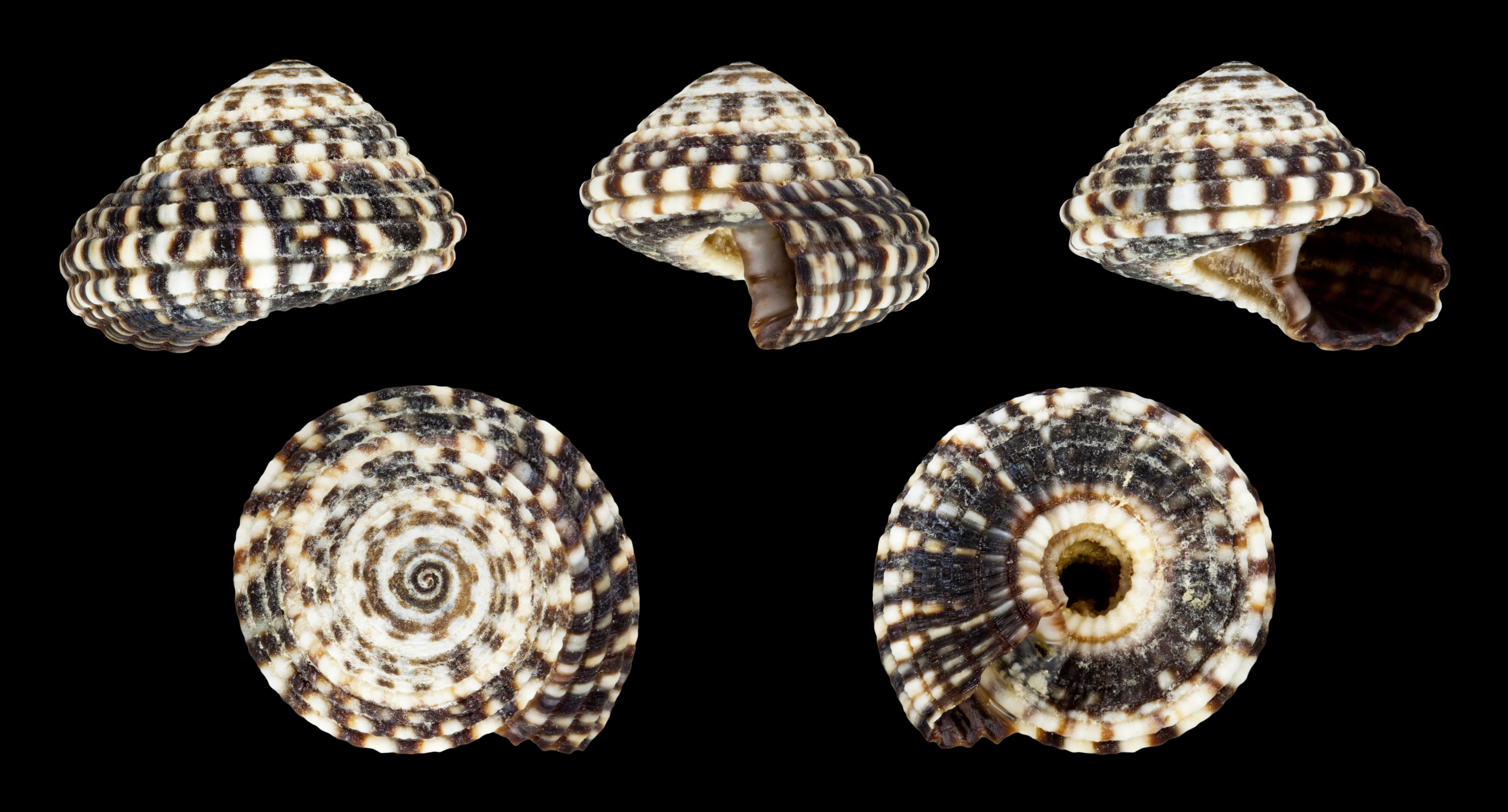
Heliacus variegatus

## Distribution
Les architectonicidés se trouvent aujourd’hui un peu partout dans le monde, principalement en eaux tropicales et subtropicales.